# Język yeretuar
Język yeretuar, także: goni, umar (a. umari, umare) – język austronezyjski używany w prowincjach Papua i Papua Zachodnia w Indonezji (kabupateny Nabire i Teluk Wondama). Według danych z 2000 roku posługuje się nim 350 osób.
Jego użytkownicy zamieszkują wieś Yeretuar (dystrykt Teluk Umar, kabupaten Nabire).
Niegdyś miał szerszy zasięg geograficzny, lecz odnotowano spadek jego użycia. W dwóch wsiach został w większości wyparty przez język wamesa (wandamen).
W języku yeretuar występuje piątkowo-dwudziestkowy system liczbowy.